# Эстеншё
Эстеншё (норв. Østensjø, произношение: [ˈœ̂sːtn̩ˌʂøː] (слушать)о файле) — район норвежского города Осло, находящийся в его юго-восточной части.
Район известен своей близостью к лесному массиву Остмарка — популярному курорту среди жителей Осло и Лёренскуга. Эстеншё включает в себя Бёлер, Абилдсё, Богеруд, Скуллеруд, Ульсруд, Хеллеруд, Трасоп, Оппсал и Манглеруд, расположенных вокруг озера Эстеншёваннет. Территория озера является охраняемым заповедником дикой природы с 1992 года.
Эстеншё традиционно был и является районом норвежского среднего и рабочего классов, по сравнению с остальными, в большей мере населенными иммигрантами районами Ална, Гроруд, Стовнер и Южный Нордстранд.
В районе базируется футбольный и хоккейный клуб IL Manglerud Star.